# TVフォーカス〜NEWSだけがNEWSじゃない〜
『TVフォーカス〜NEWSだけがNEWSじゃない〜』（テレビフォーカス ニュースだけがニュースじゃない）は、1983年4月9日から1984年6月23日までテレビ東京系列局で放送されていたテレビ東京製作の報道番組・情報番組である。放送時間は毎週土曜 20:00 - 20:54 （日本標準時）。

## 概要
身近に起きうる事件と噂、そしてその他諸々の情報を取り上げていた番組で、スタート当初は、ミッキー安川がキャスターを柏村武昭がパートナー（当時のテレビ東京ではアシスタントのことをパートナーと呼んでいた）をそれぞれ務めていた。翌年の1月からハナ肇がキャスターをケント・ギルバートがパートナー兼リポーターをそれぞれ務めた がハナ肇は3月に降板し4月からはケント・ギルバートがキャスターに昇格し写真家の関口照生がレギュラーを務めた。略称は「TVフォーカス」で、新聞のラジオ・テレビ欄においてはこの略称で記されていた。
同時期に放送されていた「久米宏のTVスクランブル」（日本テレビ）に構成は似ているが政治、経済の解説が「TVスクランブル」にはあるが「TVフォーカス」にはなく中継やひとつのテーマを決めて視聴者から電話で意見を募集する企画が「TVフォーカス」にはあるが「TVスクランブル」にはない など差別化にも取り組んだ。
開業間もない「東京ディズニーランド」の夜間の中継を民放の情報番組で初めて生中継した。また、視聴者から電話で意見を募集する企画では1983年12月に行われた第37回衆議院議員総選挙に向けてどの政党を支持しているかを公示日から投開票日前日までの3回にわたって募ったところ衆議院第1党の自由民主党に次いで衆議院第3党の公明党が2番目に多かったなど一般の世論調査とは違った結果も出た（ちなみに当時の衆議院第2党は日本社会党である）。
しかし「オレたちひょうきん族」（フジテレビ）、「8時だョ! 全員集合」（TBS）、「暴れん坊将軍」（テレビ朝日）、「土曜トップスペシャル」（日本テレビ）に大きく水をあけられ1984年6月をもって終了した。同年10月スタートの「世界のプロレス」までは単発のつなぎ番組でつないだ。
同年4月20日、民放連の放送広告の日記念番組「あいらぶテレビジョン 土曜日を彩る製作者たち」（16:00 - 16:55 司会：荻昌弘） を全民放テレビ102局同時ネットで「TVフォーカス」を含む土曜の20時台の番組制作の舞台裏を取り上げた。番組に関係するスタッフ(プロデューサー、ディレクター、カメラマン、美術担当者など)が出演し「裏方さん」の仕事を紹介しながら彼らの夢と熱意を描いたもので同時間帯の番組を一挙に取り上げることは画期的なことだった。ただしTBSの「8時だョ! 全員集合」についてはその前に放送されている「クイズダービー」を取り上げた。
テレビ東京の土曜の午後以降の生番組は同年11月からは「テレビあっとランダム」が約5年半、1990年4月からは「徳光のTVコロンブス」が5年間いずれも21:00 - 21:54で全国ネットで生放送されテレビ東京系列（TXNネットワーク）以外の放送局にもネットされた。